# Kurchatovsky (huyện)
Huyện Kurchatovsky (tiếng Nga: ? райо́н) là một huyện hành chính tự quản (raion), của Tỉnh Kursk, Nga. Huyện có diện tích 696 km², dân số thời điểm ngày 1 tháng 1 năm 2000 là 22900 người. Trung tâm của huyện đóng ở Kurchatov.